# Julián Álvarez
Julián Álvarez (Calchín, 31. siječnja 2000.) argentinski je nogometaš koji igra na poziciji napadača. Trenutačno igra za Atlético Madrid.

## Klupska karijera

### River Plate
Álvarez je prešao 2016. iz kluba Atlético Calchín u River Plate. Za River Plate je debitirao 27. listopada 2018. u ligaškoj utakmici s Aldosivijem koji je izgubio s minimalnih 1:0. Prvi gol za River Plate postigao je 17. ožujka 2019. u ligaškoj utakmici protiv Independientea koja je završila 3:0. Dana 25. svibnja 2022. Álvarez je postigao šest golova u utakmici natjecanja Copa Libertadores protiv peruanskog kluba Alianza Lima koji je poražen s visokih 8:1.

### Manchester City
Dana 31. siječnja 2022., na Álvarezov 22. rođendan, objavljeno je da je Álvarez potpisao ugovor s engleskim prvakom Manchester Cityjem na pet i pol godina. Bio je posuđen River Plateu do srpnja. Za Manchester City debitirao je i postigao svoj prvi gol u utakmici FA Community Shielda 2022. u kojoj je Liverpool pobijedio s 3:1. U Premier ligi je debitirao 7. kolovoza kada je zamijenio Erlinga Haalanda u utakmici protiv West Ham Uniteda koji je poražen 0:2. Svoja prva dva gola u Premier ligi postigao je 31. kolovoza kada je Nottingham Forest izgubio 6:0. Svoj prvi gol u UEFA Ligi prvaka postigao je 5. listopada u utakmici protiv Københavna koja je završila 5:0. Dana 21. svibnja 2023. protiv Chelseaja je postigao jedini gol na utakmici. Manchester City je tom pobjedom nad Chelseajem postao prvak treći put za redom. Manchester City je 10. lipnja osvojio UEFA Ligu prvaka, no Álvarez nije igrao u finalu. Time je postao prvi igrač u povijesti koji je u istoj sezoni osvojio Svjetsko prvenstvo, UEFA Ligu prvaka, domaće prvenstvo i domaći kup. S Manchester Cityjem je osvojio UEFA Superkup 2023. Svoj 100. nastup za Manchester City ostvario je 4. svibnja 2024. kada je postigao pogodak protiv Wolverhamptona koji je dobiven 5:1.

### Atlético Madrid
Álvarez je 12. kolovoza 2024. prešao u Atlético Madrid za navodni iznos koji može iznositi do 95 milijuna eura čime je postao najskuplji igrač koji je ikada napustio Manchester City. S Atléticom je potpisao šestogodišnji ugovor.

## Reprezentativna karijera
Za Argentinu je debitirao 3. lipnja 2021. u kvalifikacijskoj utakmici za Svjetsko prvenstvo 2022. Tada je Argentina igrala 1:1 s Čileom. Prvi gol za Argentinu postigao je 30. ožujka 2022. u posljednjem kolu kvalifikacija u kojem je Argentina ponovno igrala 1:1, no ovaj put s Ekvadorom.
Álvarez je svoj prvi gol na tom Svjetskom prvenstvu postigao 30. studenoga u posljednjoj utakmici grupne faze u kojoj je Poljska izgubila 0:2. Ponovno je bio strijelac 3. prosinca kada je Argentina dobila Australiju 2:1. Postigao je dva gola u polufinalnoj utakmici protiv Hrvatske koja je poražena 3:0. Álvarez je tada, 13. prosinca, imao 22 godine i 316 dana te je na toj utakmici postao najmlađi igrač u povijesti nakon Peléa 1958., a da je postigao dva gola u polufinalu Svjetskog prvenstva. Argentina je pet dana kasnije u finalu dobila Francusku 4:2 na penale, nakon što je rezultat bio 3:3.

## Priznanja

### Individualna
- Član momčadi natjecanja Južnoameričkog nogometnog prvenstva: 2019.[27]
- Najbolji strijelac argentinske lige: 2021.

### Klupska
River Plate
- Primera División: 2021.[3]
- Copa Argentina: 2018./19.[3]
- Supercopa Argentina: 2019.[3]
- Trofeo de Campeones: 2021.[3]
- Copa Libertadores: 2018.[3]
- Recopa Sudamericana: 2019.[3]

Manchester City
- Premier liga: 2022./23., 2023./24.[28]
- FA kup: 2022./23.;[29] finalist 2023./24.[30]
- UEFA Liga prvaka: 2022./23.[31]
- UEFA Superkup: 2023.[16]
- FIFA Svjetsko klupsko prvenstvo: 2023.[32]

### Reprezentativna
Argentina do 23
- Predolimpijski turnir država CONMEBOL-a: 2020.[3]

Argentina
- Svjetsko prvenstvo: 2022.[33]
- Copa América: 2021.[34]
- Finalissima: 2022.[35]

## Vanjske poveznice
- [neaktivna poveznica], Manchester City
- Profil, Transfermarkt